# (6969) Santaro
(6969) Santaro (1991 VF5) – planetoida z pasa głównego asteroid okrążająca Słońce w ciągu 3,26 lat w średniej odległości 2,2 j.a. Odkryta 4 listopada 1991 roku.